# Барбара Бретън
Барбара Бретън (на английски: Barbara Bretton) е американска писателка, авторка на произведения в жанровете съвременен, исторически и паранормален любовен роман.

## Биография и творчество
Барбара Бретън е родена на 25 юни 1950 г. в Ню Йорк, САЩ. Израства със страст към четенето.
Първият ѝ роман „Love Changes“ (Любовни промени) е издаден през 1983 г.
Произведенията на писателката попадат в списъците на бестселърите. Те са преведени на 12 езика и са издадени в над 20 държави по света в над 10 милиона копия.
Носителка е на различни награди на списанията „Romantic Times“, „Reviewer's Choice“ и „Affaire de Coeur“.
Нейни статии са публикувани в различни издания като „Ню Йорк Таймс“, „Уолстрийт джърнъл“, „USA Today“, „Home News“, „Cleveland Plain Dealer“, „Romantic Times“, „Herald News“ и „Somerset Gazette“.
Барбара Бретън живее със семейството си в Хилсбъро, Ню Джърси.

## Произведения

### Самостоятелни романи
- Love Changes (1983)
- Starfire (1985)
- Fire's Lady (1989)
- Midnight Lover (1989)
- One and Only (1994)
- Guilty Pleasures (1996)
- Forever in Time (2004)
- We'll Always Have Paris (2016)

### Серия „Класически романс“ (Classic Romance)
1. Shooting Star (1986)
2. Promises in the Night (1986)
3. Second Harmony (1987)
4. The Edge of Forever (1986)
5. Mother Knows Best (1989) – издаден и като „Sail Away“
6. The Sweetest of Debts (1984)

### Серия „Парадайс Пойнт“ (Paradise Point NJ)
1. Shore Lights (2003)
2. Chances Are (1985) – издаден и като „No Safe Place“

### Серия „Пакс“ (Pax)
1. Playing for Time (1987)
2. A Fine Madness (1988)
3. Honeymoon Hotel (1988)
4. All We Know of Heaven (1990)
5. The Bride Came C. O. D. (1993)

### Серия „Празник в Роки Хил“ (Rocky Hill Holiday)
1. Mrs. Scrooge (1989)
2. Bundle of Joy (1991)
3. Just In Time (2014)
4. Annie's Gift (2017)

### Серия „Домашен фронт“ (Home Front)
1. Sentimental Journey (1990)
2. Stranger in Paradise (1990)
3. Where or When (2015)

### Серия „Пътуване във времето на Крос Харбър“ (Crosse Harbor Time Travel)
1. Somewhere in Time (1992)
2. Tomorrow and Always (1994)
3. Destiny's Child (1995)

### Серия „Уайлд“ (Wilde)
1. Operation: Husband (1995)
2. Operation: Baby (1997)

### Серия „Джърси Стронг“ (Jersey Strong)
1. The Day We Met (1999)
Този път завинаги, изд.: ИК „Плеяда“, София (2001), прев. Ивелина Тодорова
2. Once Around (1998)
Отново щастливи, изд.: ИК „Плеяда“, София (2002), прев. Ева Павлова
3. Just Like Heaven (2007)
4. Just Desserts (2008)
5. Sleeping Alone (1997)
6. Maybe This Time (1995)

### Серия „Айдъл Пойнт, Мейн“ (Idle Point, Maine)
1. At Last (2000)
2. Someone Like You (2005)

### Серия „Залив Шелтър Рок“ (Shelter Rock Cove)
1. A Soft Place to Fall (2001)
2. Girls of Summer (2003)

### Серия „Хроники от Шугър мапъл“ (Sugar Maple Chronicles)
1. Casting Spells (2008)
2. Laced with Magic (2009)
3. Spun By Sorcery (2010)
4. Spells & Stitches (2011)
5. Enchanted (2018)
6. Entangled (2018)
7. Enraptured (2019)

### Участие в общи серии с други писатели
- Playing for Time (1987) в серията „Men at Work“
- Nobody's Baby (1987) в серията „Men: Made in America“
- Mother Knows Best (1989) в серията „Close to Home“
- Sentimental Journey (1990) и Stranger in Paradise (1990) в серията „Century of American Dreams“
- Daddy's Girl (1992) в серията „Born in the USA“
- The Reluctant Bride (1992) в серията „Dangerous To Love USA“
- The Reluctant Bride (1992) в серията „Safe Haven“
- The Bride Came C. O. D. (1993) в серията „American Heroes : Against All Odds“
- Renegade Lover (1993) в серията „Babies & Bachelors USA“
- The Invisible Groom (1994) в серията „More Than Men“

### Новели
- I Do, I Do . . . Again (2012)
- The Marrying Man (2012)
- The Year the Cat Saved Christmas (2013)

### Сборници
- Love and Laughter (1994) – с Лас Смол и Елиз Тайтъл
- The Christmas Cat (1996) – с Джули Бърд, Джо Бевърли и Лин Кърланд
- Second Time Around (2017)

### Документалистика
- A Skillet, a Spatula, and a Dream (2011)